# Inquisitor
Ein Inquisitor (lateinisch für „Untersuchungsrichter“) war Leiter und Vorsitzender eines kirchlichen Verfahrens im Rahmen der Inquisition zum vorrangigen Ziel der Verfolgung von Häresien.

## Aufgaben
Inquisitoren leiteten seit dem 13. Jh. bis in die Frühe Neuzeit Inquisitionskommissionen, die im Auftrag der Römisch-katholischen Kirche vor allem in süd- und mitteleuropäischen Gebieten eingesetzt wurden, um dort auf Prozessbasis des Inquisitionsverfahrens gegen sog. Ketzer vorzugehen, sie im Sinne der „Reinheit des Glaubens“ zu Reue und Buße zu bewegen oder gegebenenfalls zu bestrafen. Inquisitoren konnten Verdächtige vorladen, verhören, exkommunizieren, ihnen die Absolution erteilen, Haft oder Folter anordnen und Urteile fällen. Auch besaßen sie das Recht, Helfer und Stellvertreter zu bestimmen. Seit den 1240er Jahren bürgerte sich für Inquisitoren die Bezeichnung „Inquisitores heretice pravitatis“ (Verfolger ketzerischer Verderbtheit) ein. Die Tätigkeit eines Inquisitors war im Mittelalter in der Regel befristet, d. h., sie konnte enden, sobald eine inquisitorische Untersuchung für ein Gebiet als abgeschlossen betrachtet wurde. Auch ist von vielen Geistlichen bekannt, dass sie zwar den Titel Inquisitor führten, jedoch in der Ketzerbekämpfung nicht aktiv waren (Titularinquisitoren). Mit der Veramtlichung der Inquisition in der Frühen Neuzeit in manchen südeuropäischen Ländern wurden für übergeordnete Inquisitionsbeauftragte dauerhafte General- bzw. Großinquisitorenämter geschaffen (siehe auch: Großinquisitor).

## Personenkreis
Ein Inquisitor konnte nach kanonischem Recht nur ein Geistlicher sein, der mindestens 40 Jahre alt, zudem rechtskundig und lebenserfahren war. Ferner musste er sich „eines musterhaften Lebens befleißigen.“ Mit inquisitorischen Vollmachten ausgestattet wurden in erster Linie Bischöfe oder Ordensgeistliche aus dem Dominikaner- oder Franziskanerorden. In der neuzeitlichen Spanischen Inquisition konnten auch weltliche Juristen für das Inquisitorenamt bestellt werden.

Das Wappen der heiligen, spanischen Inquisition, Escudo de la Santa Inquisición aus dem Jahre 1571

## Rechtliche Grundlagen
Katholische Bischöfe konnten, insbesondere im 13. Jh., von sich aus als Inquisitoren tätig werden. Rechtliche Basis hierfür bildete die 1184 unter Papst Lucius III. (1181–1185) erlassene Bulle Ad Abolendam, die sogar eine Inquisitionspflicht für Bischöfe vorsah, der jedoch nur mangelhaft entsprochen wurde. Parallel dazu wurden, nach Vorbild der 1206 von Papst Innozenz III. erlassenen Dekretale Qualiter et quando seit den 1230er Jahren vom Heiligen Stuhl vermehrt eigene Inquisitoren als päpstliche Legaten bestellt, v. a. aus den Reihen der oben genannten Orden. Aufgrund dieser unterschiedlichen Bestellpraxis kann auch in bischöfliche und päpstliche Inquisitoren unterschieden werden. Zwar hatten auch zuvor schon Inquisitoren über Häretiker zu Gericht gesessen, doch die volle Gerichtsbarkeit wurde ihnen offiziell erst mit der 1252 unter Papst Innozenz IV. erlassenen Dekretale Ad Extirpanda zuteil. Dasselbe Dokument gestattete den Inquisitoren auch die Anordnung des Einsatzes der Folter zu Wahrheitsfindung bei Verhören. 1254 wurde ihnen unter Papst Alexander IV. auch die Führung der Aufsicht bei Folterverhören genehmigt. Inquisitoren wurde in diesem Zusammenhang erlaubt, sich gegenseitig für ihr Handeln die Absolution zu erteilen. Aufgrund von Kompetenzstreitigkeiten zwischen päpstlich eingesetzten Inquisitoren und Bischöfen legte 1311 das Konzil von Vienne fest, dass der Vorsitz bei einer durchzuführenden Inquisition gleichermaßen vom Diözesanbischof wie vom bestellten Inquisitor zu führen sei.

## Liste bekannter Inquisitoren
Von vielen abgehaltenen Inquisitionen sind die Namen der leitenden Inquisitoren nicht bekannt. Die folgende Aufstellung bietet eine nach heutigen Staatsgebieten geordnete (unvollständige) Übersicht über bekannte dort wirkende Inquisitoren. Nach den Namen sind, soweit bekannt, jeweils die inquisitorischen Untersuchungsgebiete sowie die entsprechenden Zeiträume genannt.

### Belgien
- Nicolas Jacquier in Tournai (1465)

### Deutschland
- Konrad von Marburg im Rheinland und in Thüringen (1231–1233)
- Johann Schadland Inquisitor für Deutschland (1348–1364)
- Walter Kerlinger in Eisenach, Erfurt, Mühlhausen (ab 1364)
- Petrus Zwicker in Erfurt und Stettin (1392–1394)
- Jakob von Soest in der Kölner Kirchenprovinz (ab 1409)
- Heinrich Kramer in Ravensburg (1480er)
- Jakob van Hoogstraten in Köln, Mainz und Trier (ab 1508)

### Frankreich
- Robert le Bougre u. a. in der Franche-Comté und in La Charité-sur-Loire (1232–1244)
- Guillaume Arnaud im Gebiet Toulouse und Cahors (1234–1242)
- Guillaume Pelhisson im Gebiet Albi und Cahors (1234–1244)
- Ferrer im Gebiet Carcassonne und Toulouse (ab 1234)
- Petrus Seila in der Gegend von Quercy (1241–1242)
- Bernard de Caux im Gebiet zwischen Toulouse und Carcassonne (1245–1246)
- Jean de Saint-Paul im Gebiet zwischen Toulouse und Carcassonne (1245–1246)
- Bernard Gui u. a. in Toulouse und Carcassonne (1307–1323)
- Jacques Fournier in der südfranzösischen Grafschaft Foix (1318–1326)
- Pierre Cauchon in Rouen: Jeanne-d’Arc-Prozess (1431)

### Italien
- Johannes von Vicenza in Verona (1233)
- Ruggiero Calcagni in Florenz (1240er)
- Petrus von Verona in Florenz (1240er)
- Rainer Sacconi (1240er)
- Petrus von Verona im Gebiet um Como und Mailand (1251–1252)
- Salomone da Lucca in Florenz (1280er)
- Giulio Antonio Santorio Großinquisitor für Italien (um 1590)

### Niederlande
- Peter Titelmans in Flandern (1548–1566)

### Österreich
- Otto von Lonsdorf im österr. Donauraum (um 1260)
- Heinrich von Olmütz im Gebiet um Steyr (ca. 1370)
- Petrus Zwicker im Gebiet um Steyr, Enns, Hartberg (1391–1398)
- Heinrich Kramer in Innsbruck (1480er)

### Polen
- Johannes Capistranus in Breslau (1453)

### Spanien
- Tomás de Torquemada Großinquisitor in Spanien (ab 1484)
- Diego de Deza Großinquisitor in Kastilien (ab 1498), Großinquisitor in Aragonien (ab 1499), entlassen 1507
- Francisco Jiménez de Cisneros Großinquisitor in Kastilien (ab 1507)
- Hadrian VI. Großinquisitor in Spanien (ab 1516)
- Diego Rodríguez Lucero ab 1499 Inquisitor des Inquisitionstribunals in Córdoba, 1508 aus dem Amt entfernt

### Tschechien
- Hartmann von Pilsen
- Colda von Colditz in Prag und Olmütz (ab 1318)
- Gallus von Neuhaus in Südböhmen (1335–1355)
- Nicolas Jacquier in Böhmen (1466–1468)

### Ungarn
- Petrus Zwicker in Sopron (1401)